# Nanictosaure
El nanictosaure (Nanictosaurus kitchingi) és una espècie de cinodont extint de la família dels trinaxodòntids que visqué durant el Permià superior en allò que avui en dia és Sud-àfrica. Les proporcions generals del crani són semblants a les de Thrinaxodon. Té un paladar secundari complet. Malgrat que s'han descrit diverses espècies del gènere Nanictosaurus, avui en dia tan sols se'n reconeix aquesta. La seva classificació taxonòmica és incerta: hi ha autors que l'inclouen dins la família dels galesàurids.